# Hala l-Badr
Hala l-Badr (arabisch حلا البدر, DMG Ḥalā l-Badr; auch Hala l-Bedr und Hala-'l Badr, englisch auch Hallat al Badr) ist ein 1570 Meter hoher Vulkan in der Provinz Medina, im Nordwesten von Saudi-Arabien. Der Schlackenkegel erhebt sich ca. 300 Meter über die Umgebung und gehört zum ausgedehnten Vulkanfeld Harrat 'Uwayrid. Mehrere Eruptionen sind bis ins Mittelalter hinein historisch belegt.

## Berg Sinai
Eine Reihe von Autoren, darunter Charles Beke, Sigmund Freud und Immanuel Velikovsky, erklärten, die biblische Beschreibung der Wanderung israelitischer Sklaven zu einem Berg, von dem ein „verzehrendes Feuer“ ausging (2 Mos 24,17 ), beschreibe einen Vulkanausbruch. Dies schließe alle Berge der Halbinsel Sinai und im Gebirge Seir aus (siehe Sinai (Bibel)). Übrig blieben drei Vulkane im biblischen Midian, im Nordwesten von Saudi-Arabien, von denen Hala l-Badr der bekannteste ist. 
Im Hala l-Badr sahen verschiedene Autoren den biblischen Sinai, insbesondere 
- Alois Musil im frühen 20. Jahrhundert
- William John Phythian-Adams 1930
- Jean Koenig 1971[3]
- Colin Humphreys 2003[4]
- Jacob E. Dunn 2014[5]

JHWH wurde u. a. auch mit vulkanischen Aktivitäten in Verbindung gebracht Gen 19,24 , Ex 19,11 , Psalm 46,7 , so wurde der Berg Gottes im Land Midian, nach (Ex 3,1 ) und mit Ex 19,1.11  mit dem „Berg Sinai“ identifiziert.